# Kaspijska Wyższa Szkoła Marynarki Wojennej im. S. M. Kirowa
Kaspijska, odznaczona Orderem Czerwonego Sztandaru Wyższa Szkoła Marynarki Wojennej im. S. M. Kirowa (ros. Каспийское высшее военно-морского краснознаменное училище имени С. М. Кирова) – istniejąca w latach 1938–1992 radziecka uczelnia wojskowa, kształcąca specjalistów z zakresu nauk wojenno-morskich.

## Historia uczelni
W 1938 Rada Komisarzy Ludowych przyjęła postanowienie o utworzeniu w ZSRR 4 Szkoły Marynarki Wojennej na terytorium Azerbejdżańskiej SRR w Baku. 25 czerwca 1939 rozkazem nr 241 Ludowego Komisarza Marynarki Wojennej ZSRR szkołę przemianowano na Kaspijską Szkołę Marynarki Wojennej (ros. skrót КВМУ), a w kolejnym roku otrzymała status szkoły wyższej (ros. skrót КВВМУ).
Po napaści Niemiec na ZSRR duża część wykładowców i słuchaczy brała udział w działaniach wojennych, m.in. na półwyspie Apszerońskim i w desancie na Iran oraz we Flocie Czarnomorskiej. Szkoła stała się bazą dla innych szkół wojskowych, przeniesionych z terenów bądź zajętych przez Niemców, bądź zagrożonych zajęciem, m.in. z zablokowanego Leningradu. 
W 1950 sformowano fakultet marynarki wojennej państw socjalistycznych oraz "krajów rozwijających się o orientacji socjalistycznej". W 1960 wśród ponad 300 słuchaczy przyjęto także słuchaczy z Polski. Od 1988 były organizowane specjalne kursy oficerskie dla ok. 600 słuchaczy, gdzie również przyjęto oficerów z Polski.
W 1954 zorganizowano pierwszy zagraniczny rejs szkolny z Sewastopola do Durrës (Albania).
9 grudnia 1954 szkole nadano imię S. Kirowa. 
21 listopada 1961 w ramach wizyt przedstawicieli obcych armii szkołę wizytował gen. Чайлевский (?) z PRL.
22 lutego 1968 szkoła została odznaczona Orderem Czerwonego Sztandaru.
W lutym 1988 pododdziały szkolne uczestniczyły w tłumieniu zamieszek w Sumgaicie, a w styczniu 1990 w Baku.
3 lipca 1992 szkołę rozformowano, a korpus szkolny przekazano Ministerstwu Obrony Republiki Azerbejdżanu, tworząc Azerbejdżańską Wyższą Szkołę Marynarki Wojennej.

## Komendanci Szkoły
- komdiw Gieorgij Buriczenkow (ros. Георгий Андреевич Буриченков), czerwiec 1939 – kwiecień 1940;
- kpt. II rangi/kpt. I rangi Konstantin Suchiaszwili (ros. Константин Давидович Сухиашвили), kwiecień 1940 - listopad 1941;
- kontradm. Nikołaj Zujkow (ros. Николай Иванович Зуйков), listopad 1941 – sierpień 1942;
- kpt. I rangi Konstantin Suchiaszwili, sierpień 1942 – czerwiec 1944;
- kontradm. Iwan Gołubiew-Monatkin (ros. Иван Фёдорович Голубев-Монаткин), czerwiec 1944 – kwiecień 1949;
- kontradm. Aleksandr Wanifatjew (ros. Алексадр Герасимович Ванифатьев), kwiecień 1949 – marzec 1951;
- kontradm. Siemion Ramiszwili (ros. Семен Спиридонович Рамишвили), marzec 1951 – listopad 1961;
- kontradm. Nikołaj Drozdow (ros. Николай Михайлович Дроздов), listopad 1961 – luty 1963;
- kontradm. Fiodor Akimow (ros.Федор Яковлевич Акимов), luty 1963 – wrzesień 1966;
- kontradm. Gieorgij Timczenko (ros. Георгий Павлович Тимченко), luty 1967 – październik 1970;
- wiceadm. Gieorgij Stiepanow (ros. Георгий Федорович Степанов), październik 1970 – czerwiec 1974;
- kontradm. Jewgienij Glebow (ros. Евгений Павлович Глебов), czerwiec 1974 – grudzień 1975;
- wiceadm. Wasilij Archipow (ros. Василий Александрович Архипов), grudzień 1975 – listopad 1985;
- kontradm. Albiert Akatow (ros. Альберт Васильевич Акатов), listopad 1985 – lipiec 1987;
- kontradm. Leonid Żdanow (ros. Леонид Иванович Жданов), lipiec 1987 – lipiec 1992.

## Znani absolwenci Szkoły – Polacy
- Zbigniew Badeński, użycie morskich systemów rakietowych – na Wydziale Uzbrojenia Specjalnego;
- Romuald Waga, roczny specjalistyczny kurs broni rakietowej[1].